# Kai Henriksen
Kai Ludvig Henriksen, född den 8 januari 1888 i Köpenhamn, död där den 28 juni 1940, var en dansk entomolog.
Henriksen blev filosofie doktor 1933 och samma år avdelningsföreståndare vid Köpenhamns universitets zoologiska museum. Som forskare hade Henriksen en rik litterär produktion, som berörde insekternas faunistik, jämförande anatomi och paleontologi, bland annat Undersøgelser over Danmark-Skaanes kvartære Insektsfauna (1933). I sina jämförande anatomiska studier behandlade han även övriga leddjur. Henriksen utgav vidare Oversigt over dansk Entomologis Historie (1921–1937).